# Lista de clubes campeões mundiais de futebol
Esta lista apresenta os clubes de futebol que conquistaram o título de campeões mundiais reconhecidos oficialmente pela FIFA (de jure). De acordo com a entidade máxima do futebol, as competições oficiais que conferem tal título são: a Copa Intercontinental (disputada entre 1960 e 2004), a antiga Copa do Mundo de Clubes da FIFA (realizada em 2000 e de 2005 a 2023), a atual Copa Intercontinental da FIFA (vigente desde 2024) e o Mundial de Clubes da FIFA, que é disputado quadrienalmente desde 2025.

## Sobre as competições

### Copa Intercontinental

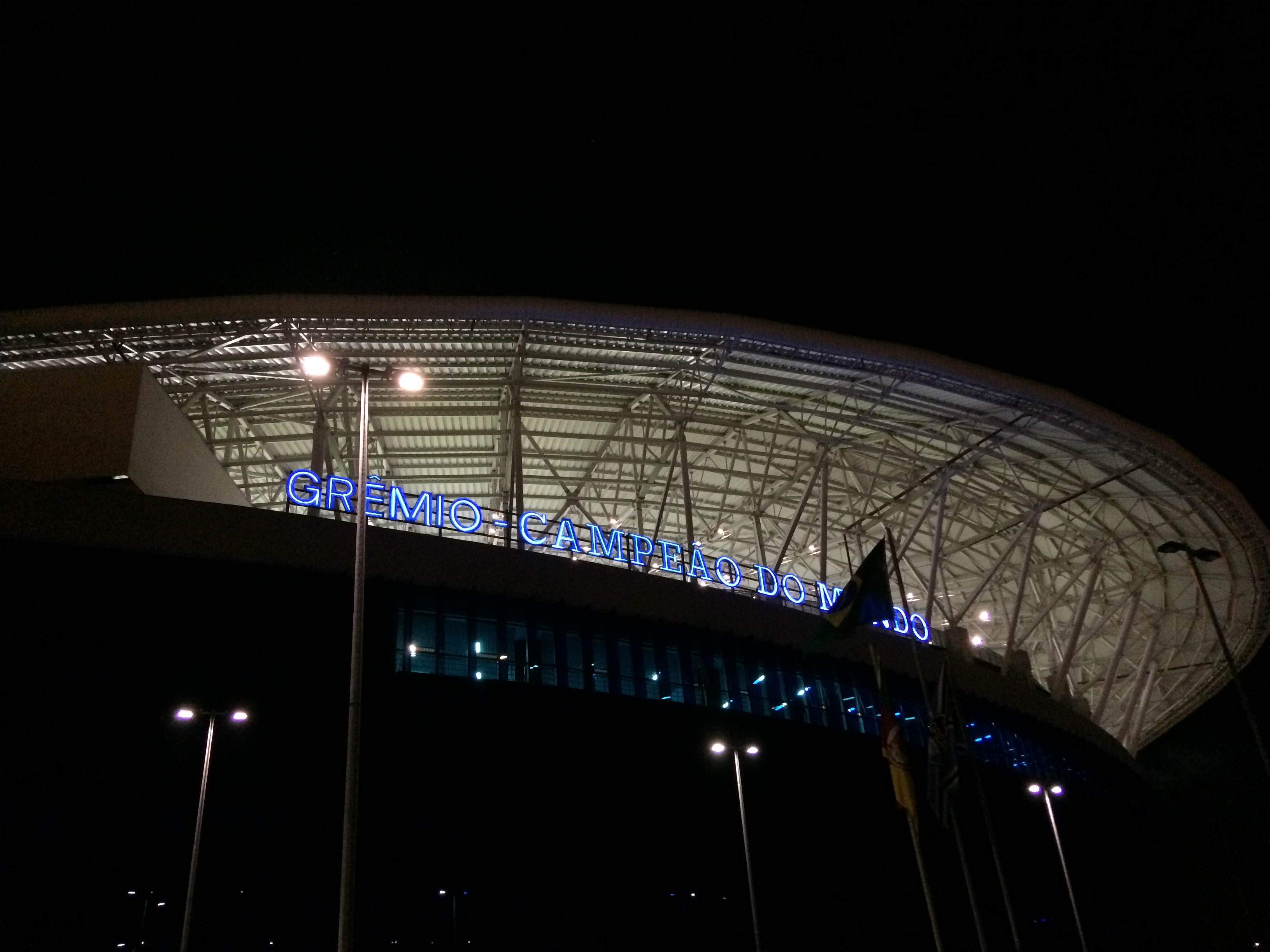
Letreiro na Arena do Grêmio onde se lê Grêmio - Campeão do Mundo, fazendo referência à Copa Intercontinental de 1983 conquistada pelo Grêmio como um campeonato mundial.

A Copa Intercontinental, também conhecida como Copa Europeia/Sul-Americana, foi uma competição internacional oficial de futebol, endossada pela União das Associações Europeias de Futebol (UEFA) e pela Confederação Sul-Americana de Futebol (CONMEBOL). Era disputada entre clubes representantes dessas duas confederações, geralmente os vencedores da Copa dos Campeões Europeus (atualmente Liga dos Campeões da UEFA) e da Copa dos Campeões da América (atual Copa Libertadores da América). A competição reunia clubes dos dois continentes mais desenvolvidos no cenário futebolístico global, sendo posteriormente substituída pela Copa do Mundo de Clubes da FIFA. Todas as edições da antiga Copa Intercontinental são reconhecidas como competições oficiais pela UEFA e pela CONMEBOL e, de forma indireta, também pela FIFA.

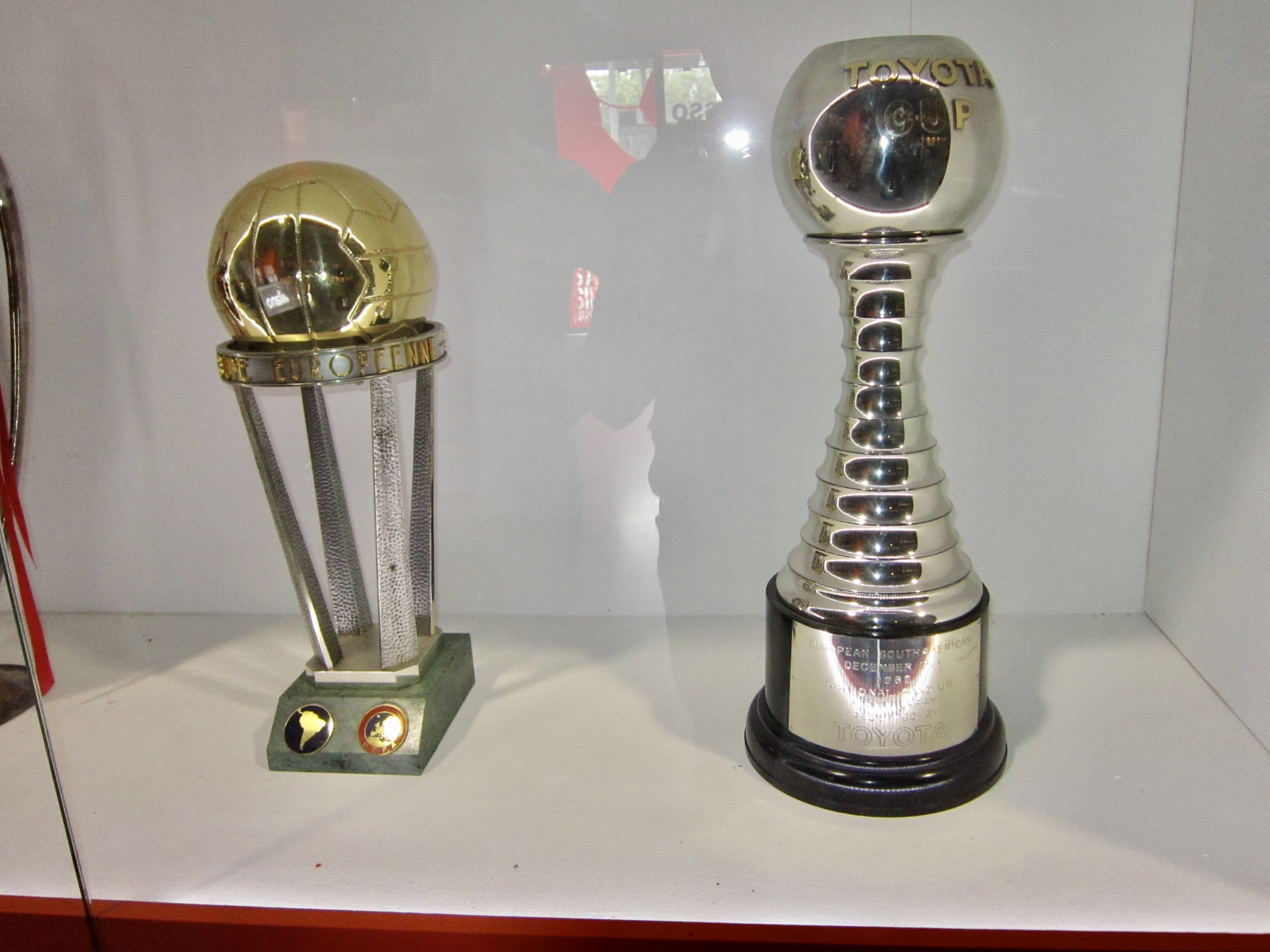
A partir da edição de 1980, os vencedores da Copa Intercontinental passaram a receber dois troféus: o original (esquerda), que era de posse transitória; e o da Toyota (direita), que ficava com o clube em definitivo.

Entre 1960 e 1979, a Copa Intercontinental foi disputada em dois jogos, sendo realizada uma partida de desempate, quando necessária, até 1968. A partir desse ano, passou-se a adotar disputas de pênaltis no segundo jogo para definição do campeão. Durante a década de 1970, observou-se um crescente desinteresse por parte dos clubes europeus em participar da competição, em especial devido à violência registrada na edição de 1969 e a conflitos de calendário. Como consequência, alguns campeões europeus desistiram de disputar o torneio, o que levou à convocação dos clubes vice-campeões para representá-los — como ocorreu nas edições de 1971, 1973, 1974, 1977 e 1979. Em duas ocasiões (1975 e 1978), a competição sequer foi realizada. De 1980 a 2004, a Copa Intercontinental passou a ser disputada em partida única, realizada no Japão e patrocinada pela montadora multinacional Toyota, que também oferecia um troféu adicional, a chamada "Taça Toyota".
Ao longo da história do futebol, diversas tentativas foram realizadas com o objetivo de organizar torneios que identificassem "o melhor time entre os clubes do mundo", como o Troféu Sir Thomas Lipton, a Copa Rio Internacional e a Pequena Taça do Mundo. Tais competições, contudo, ocorreram sem a participação direta da FIFA, em razão do desinteresse ou da então incapacidade da entidade em organizar competições internacionais entre clubes. O Torneio de Paris de 1957 serviu de inspiração para a criação da Copa Intercontinental, ao promover o encontro entre clubes de diferentes continentes em uma competição internacional. Atualmente, a Copa Intercontinental é oficialmente reconhecida pela FIFA como a predecessora da Copa do Mundo de Clubes da FIFA, cuja primeira edição foi realizada no ano 2000.
Todos os clubes vencedores da Copa Intercontinental foram amplamente considerados, tanto pelos meios de comunicação em massa quanto pela comunidade futebolística — incluindo a própria FIFA, por meio de produções do FIFA News Center (embora não oficialmente catalogadas como documentos institucionais) - como campeões mundiais de facto. Em 27 de outubro de 2017, o Conselho da FIFA, embora não tenha promovido a unificação estatística entre a Copa Intercontinental e a Copa do Mundo de Clubes em relação à história dos dois torneios (que se sucederam a partir de 2005), concedeu reconhecimento de jure à competição intercontinental, passando a reconhecer oficialmente todos os seus vencedores como campeões mundiais de clubes, equiparando-a à então Copa do Mundo de Clubes da FIFA.

### Copa do Mundo de Clubes da FIFA

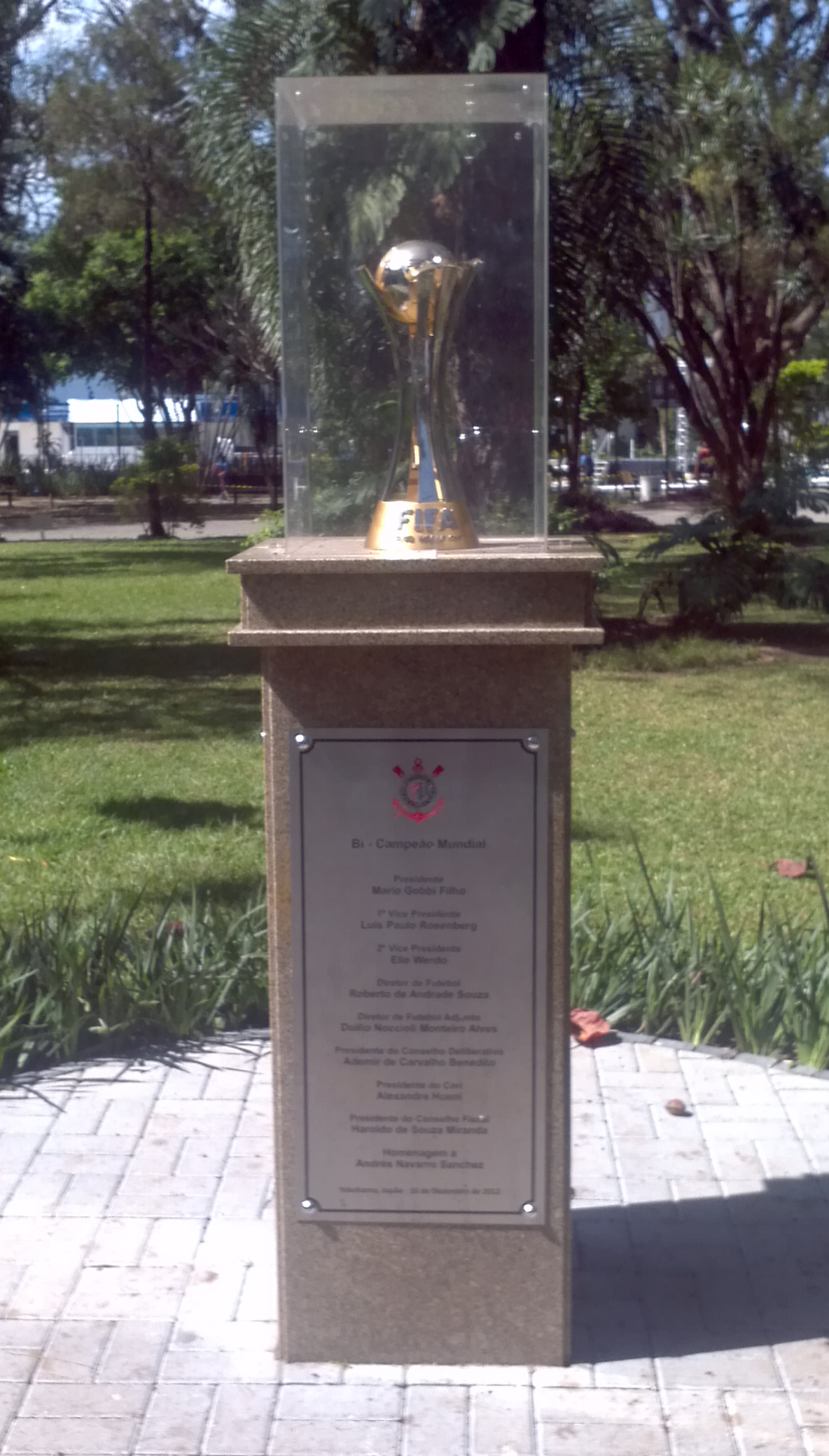
O troféu da Copa do Mundo de Clubes da FIFA de 2012 exposto no jardim do Parque São Jorge (fotografia de 2013).

A Copa do Mundo de Clubes da FIFA foi uma competição internacional de futebol masculino organizada pela Federação Internacional de Futebol - FIFA, órgão regulador máximo do esporte. O torneio conferia oficialmente o título de campeão mundial aos seus vencedores. A competição foi realizada pela primeira vez no Brasil, no ano 2000, sob o nome de “Campeonato Mundial de Clubes da FIFA”. No entanto, não foi disputada entre os anos de 2001 e 2004, devido a uma combinação de fatores, sendo o mais significativo a falência da parceira comercial da FIFA, a empresa International Sport and Leisure - ISL, que era responsável pelo marketing do torneio.
A primeira edição do Mundial de Clubes da FIFA, realizada em 2000 no Brasil, apresentou um formato inédito, com 8 clubes de todos os continentes, divididos em 2 grupos de 4 times, sendo que os dois campeões de cada grupo se enfrentariam na final. Essa edição teve o Corinthians como campeão e ocorreu paralelamente à Copa Intercontinental de 2000, vencida pelo Boca Juniors. A segunda edição estava prevista para ocorrer no ano seguinte na Espanha, no entanto, devido à falência da ISL, acabou cancelada, enquanto a Copa Intercontinental continuava a ser promovida regularmente. Somente em 2005, após um acordo de patrocínio com a Toyota, a FIFA conseguiu organizar a segunda edição de sua Copa do Mundo de Clubes, encerrando, assim, a antiga Copa Intercontinental, que cedeu seu lugar para a nova competição. A última edição da Copa Intercontinental ocorreu em 2004, com o Porto sagrando-se campeão.
A partir de 2005, o campeonato passou a ser realizado anualmente, com sedes rotativas entre Japão, Emirados Árabes Unidos, Marrocos, Catar e Arábia Saudita. Apesar de ser promovida pela principal entidade do futebol mundial, a competição teve seu prestígio percebido de maneiras distintas ao redor do mundo, especialmente entre clubes sul-americanos e europeus. Enquanto era amplamente considerada o torneio interclubes mais cobiçado entre os clubes da América do Sul, a Copa do Mundo de Clubes encontrava menor receptividade por parte dos clubes europeus, que geralmente priorizavam a Liga dos Campeões da UEFA. Essa diferença de interesse remonta à antiga Copa Intercontinental, que chegou a sofrer com os supracitados boicotes dos clubes europeus durante os anos 70.
Ao assumir o lugar da Copa Intercontinental, a FIFA passou a permitir a participação de equipes de outros continentes além da Europa e da América do Sul. Nas edições de 2005 e 2006, seis clubes — representando os campeões das seis confederações continentais — competiam em um torneio eliminatório realizado ao longo de cerca de duas semanas, no qual os clubes europeus e sul-americanos ingressavam diretamente nas semifinais. A partir de 2007, a FIFA começou a convidar o campeão do país-sede para disputar o torneio, sendo este o responsável por realizar o jogo de abertura contra o campeão da Liga dos Campeões da OFC. Vale destacar que, antes de iniciar essa prática em 2007, a FIFA já havia convocado o representante do país-sede para a edição de 2000, que foi o próprio campeão Corinthians.

### Copa Intercontinental da FIFA
Em dezembro de 2022, o presidente da FIFA, Gianni Infantino, anunciou planos de expansão para o Mundial de Clubes, com a implementação dessas mudanças para 2025. Ficou decidido que a Copa do Mundo de Clubes da FIFA iria sofrer alterações em seu formato e seria renomeada como Copa Intercontinental da FIFA, em uma clara referência ao antigo torneio homônimo promovido pela UEFA e CONMEBOL. Ao mesmo tempo, foi confirmada a criação de um novo Mundial de Clubes, a ser realizado a cada quatro anos, com a participação de 32 equipes e uma fase de grupos, adotando o mesmo formato utilizado pela Copa do Mundo de 1998 a 2022.
A nova Copa Intercontinental da FIFA é realizada anualmente, assim como era a antiga Copa do Mundo de Clubes da entidade. De acordo com a própria FIFA, a competição mantém a mesma função de sua antecessora: designar o "campeão mundial anual", reunindo os seis campeões continentais da temporada em um formato eliminatório. No entanto, o novo torneio apresenta algumas mudanças: o campeão europeu garante uma vaga como finalista prévio, enquanto os outros clubes se enfrentam em play-offs eliminatórios para disputar o direito de enfrentá-lo na final. Além disso, cada avanço de fase é recompensado com um troféu. Os clubes da CONCACAF e CONMEBOL competem na fase "quartas de final" (denominada Dérbi das Américas), que dá acesso ao play-off pré-final (Challenger Cup), onde enfrentam o vencedor da chave composta por representantes da AFC, CAF e OFC (Copa África-Ásia-Pacífico).
A primeira edição aconteceu em 2024 e teve como campeão o Real Madrid, que superou na final o Pachuca por 3 a 0.

### Mundial de Clubes FIFA
O Mundial de Clubes FIFA teve sua edição inaugural em 2025 e é o torneio quadrienal de clubes organizado pela entidade máxima do futebol, coexistindo com a Copa Intercontinental da FIFA, realizada anualmente. A competição segue o formato utilizado pela Copa do Mundo FIFA de seleções entre 1998 e 2022, com a participação de 32 equipes distribuídas em oito grupos, seguidos por fases eliminatórias a partir das oitavas de final. A qualificação para o torneio ocorre por meio da conquista da principal competição continental de clubes ou com base no ranking da respectiva confederação, considerando os resultados dos quatro anos anteriores. Além disso, o país-sede terá direito a um representante, com base no desempenho do clube no ano anterior à realização do torneio.
Sua primeira edição ocorreu nos Estados Unidos e teve como campeão o Chelsea da Inglaterra, que venceu na final o Paris Saint-Germain da França por 3 a 0. Devido ao número maior de equipes e sua frequência quadrienal, o torneio é conhecido informalmente como "Super Mundial".

## Vencedores

### Por clube
Em síntese, a FIFA reconhece dois tipos de campeões mundiais: os vencedores da antiga Copa Intercontinental (organizada pela UEFA e CONMEBOL) e os vencedores dos torneios mundiais de clubes organizados pela própria entidade (no caso, a Copa do Mundo de Clubes, a nova Copa Intercontinental e o Super Mundial de Clubes). De acordo com as comunicações oficiais e frequentes da FIFA, a contagem total de títulos mundiais de clubes é a seguinte:
Legenda
|  | Copa Intercontinental           |
|  | Copa do Mundo de Clubes da FIFA |
|  | Copa Intercontinental da FIFA   |
|  | Mundial de Clubes FIFA          |

| Clube              | País          | Copa Intercontinental | Copa do Mundo de Clubes da FIFA | Copa Intercontinental da FIFA | Mundial de Clubes FIFA | Total | Ano(s)                                                |
| ------------------ | ------------- | --------------------- | ------------------------------- | ----------------------------- | ---------------------- | ----- | ----------------------------------------------------- |
| Real Madrid        | Espanha       | 3                     | 5                               | 1                             | 0                      | 9     | 1960, 1998, 2002, 2014, 2016, 2017, 2018, 2022 e 2024 |
| Milan              | Itália        | 3                     | 1                               | 0                             | 0                      | 4     | 1969, 1989, 1990 e 2007                               |
| Bayern de Munique  | Alemanha      | 2                     | 2                               | 0                             | 0                      | 4     | 1976, 2001, 2013 e 2020                               |
| Peñarol            | Uruguai       | 3                     | 0                               | 0                             | 0                      | 3     | 1961, 1966 e 1982                                     |
| Nacional           | Uruguai       | 3                     | 0                               | 0                             | 0                      | 3     | 1971, 1980 e 1988                                     |
| Boca Juniors       | Argentina     | 3                     | 0                               | 0                             | 0                      | 3     | 1977, 2000 e 2003                                     |
| São Paulo          | Brasil        | 2                     | 1                               | 0                             | 0                      | 3     | 1992, 1993 e 2005                                     |
| Internazionale     | Itália        | 2                     | 1                               | 0                             | 0                      | 3     | 1964, 1965 e 2010                                     |
| Barcelona          | Espanha       | 0                     | 3                               | 0                             | 0                      | 3     | 2009, 2011 e 2015                                     |
| Santos             | Brasil        | 2                     | 0                               | 0                             | 0                      | 2     | 1962 e 1963                                           |
| Independiente      | Argentina     | 2                     | 0                               | 0                             | 0                      | 2     | 1973 e 1984                                           |
| Ajax               | Países Baixos | 2                     | 0                               | 0                             | 0                      | 2     | 1972 e 1995                                           |
| Juventus           | Itália        | 2                     | 0                               | 0                             | 0                      | 2     | 1985 e 1996                                           |
| Porto              | Portugal      | 2                     | 0                               | 0                             | 0                      | 2     | 1987 e 2004                                           |
| Manchester United  | Inglaterra    | 1                     | 1                               | 0                             | 0                      | 2     | 1999 e 2008                                           |
| Corinthians        | Brasil        | 0                     | 2                               | 0                             | 0                      | 2     | 2000 e 2012                                           |
| Chelsea            | Inglaterra    | 0                     | 1                               | 0                             | 1                      | 2     | 2021 e 2025                                           |
| Racing             | Argentina     | 1                     | 0                               | 0                             | 0                      | 1     | 1967                                                  |
| Estudiantes        | Argentina     | 1                     | 0                               | 0                             | 0                      | 1     | 1968                                                  |
| Feyenoord          | Países Baixos | 1                     | 0                               | 0                             | 0                      | 1     | 1970                                                  |
| Atlético de Madrid | Espanha       | 1                     | 0                               | 0                             | 0                      | 1     | 1974                                                  |
| Olimpia            | Paraguai      | 1                     | 0                               | 0                             | 0                      | 1     | 1979                                                  |
| Flamengo           | Brasil        | 1                     | 0                               | 0                             | 0                      | 1     | 1981                                                  |
| Grêmio             | Brasil        | 1                     | 0                               | 0                             | 0                      | 1     | 1983                                                  |
| River Plate        | Argentina     | 1                     | 0                               | 0                             | 0                      | 1     | 1986                                                  |
| Estrela Vermelha   | Iugoslávia    | 1                     | 0                               | 0                             | 0                      | 1     | 1991                                                  |
| Vélez Sarsfield    | Argentina     | 1                     | 0                               | 0                             | 0                      | 1     | 1994                                                  |
| Borussia Dortmund  | Alemanha      | 1                     | 0                               | 0                             | 0                      | 1     | 1997                                                  |
| Internacional      | Brasil        | 0                     | 1                               | 0                             | 0                      | 1     | 2006                                                  |
| Liverpool          | Inglaterra    | 0                     | 1                               | 0                             | 0                      | 1     | 2019                                                  |
| Manchester City    | Inglaterra    | 0                     | 1                               | 0                             | 0                      | 1     | 2023                                                  |

### Por país
| País          | Clubes | Copa Intercontinental | Copa do Mundo de Clubes da FIFA | Copa Intercontinental da FIFA | Mundial de Clubes FIFA | Total | Ano(s)                                                                        |
| ------------- | ------ | --------------------- | ------------------------------- | ----------------------------- | ---------------------- | ----- | ----------------------------------------------------------------------------- |
| Espanha       | 3      | 4                     | 8                               | 1                             | 0                      | 13    | 1960, 1974, 1998, 2002, 2009, 2011, 2014, 2015, 2016, 2017, 2018, 2022 e 2024 |
| Brasil        | 6      | 6                     | 4                               | 0                             | 0                      | 10    | 1962, 1963, 1981, 1983, 1992, 1993, 2000, 2005, 2006 e 2012                   |
| Argentina     | 6      | 9                     | 0                               | 0                             | 0                      | 9     | 1967, 1968, 1973, 1977, 1984, 1986, 1994, 2000 e 2003                         |
| Itália        | 3      | 7                     | 2                               | 0                             | 0                      | 9     | 1964, 1965, 1969, 1985, 1989, 1990, 1996, 2007 e 2010                         |
| Inglaterra    | 4      | 1                     | 4                               | 0                             | 1                      | 6     | 1999, 2008, 2019, 2021, 2023 e 2025                                           |
| Uruguai       | 2      | 6                     | 0                               | 0                             | 0                      | 6     | 1961, 1966, 1971, 1980, 1982 e 1988                                           |
| Alemanha      | 2      | 3                     | 2                               | 0                             | 0                      | 5     | 1976, 1997, 2001, 2013 e 2020                                                 |
| Países Baixos | 2      | 3                     | 0                               | 0                             | 0                      | 3     | 1970, 1972 e 1995                                                             |
| Portugal      | 1      | 2                     | 0                               | 0                             | 0                      | 2     | 1987 e 2004                                                                   |
| Paraguai      | 1      | 1                     | 0                               | 0                             | 0                      | 1     | 1979                                                                          |
| Iugoslávia    | 1      | 1                     | 0                               | 0                             | 0                      | 1     | 1991                                                                          |

## Controvérsias
Em março de 2007, após os dirigentes do clube brasileiro Palmeiras solicitarem o reconhecimento da edição de 1951 da Copa Rio Internacional, a FIFA teria considerado o torneio como “o primeiro entre clubes europeus e da América do Sul em todo o mundo” e o primeiro “campeonato mundial de clubes oficial”, por meio de um fax assinado pelo então secretário-geral da entidade, Urs Linsi — embora de forma temporária. Em 26 de abril, a FIFA informou que ainda não havia concluído o processo para tomar uma decisão definitiva e que, até aquele momento, o tema havia sido tratado apenas em nível administrativo pela secretaria-geral. No entanto, diante da importância e complexidade do assunto, a entidade afirmou que ele deveria ser submetido ao Comitê Executivo da federação. Em dezembro do mesmo ano, a FIFA negou o reconhecimento, pelo fato de outros clubes que venceram torneios similares terem enviado à entidade solicitações de formalização.
Em 2013, a FIFA, por meio de outro secretário-geral, Jérôme Valcke, reconheceu novamente — e também de forma temporária, via fax — o título do Palmeiras na Copa Rio de 1951 como uma “Copa do Mundo oficial”, após novas solicitações feitas pelo clube com apoio do então Ministro do Esporte do Brasil Aldo Rebelo. Na ocasião, Valcke declarou: “A fim de garantir que todos os arquivos deste campeonato estejam atualizados, iremos circular uma cópia desta carta internamente na FIFA e atualizar nossos arquivos no [portal] FIFA.com”. Entretanto, nada disso se concretizou e, no ano seguinte, após uma reunião do Comitê Executivo em São Paulo, a FIFA reconheceu a Copa Rio como “a primeira competição de clubes em nível global”, mas não declarou o Palmeiras como “campeão do mundo”. Essa definição foi reiterada pela entidade em janeiro de 2017.
Em 27 de outubro de 2017, a FIFA comunicou que passaria a reconhecer oficialmente a Copa Intercontinental como um torneio mundial, após um pedido da CONMEBOL. Esse reconhecimento desconsiderou o título da Copa Rio conquistado pelo Palmeiras, assim como outros torneios similares, como a Pequena Taça do Mundo. Na ocasião, a entidade também definiu que a Copa Intercontinental seria considerada a predecessora da então Copa do Mundo de Clubes da FIFA, e que seus vencedores seriam reconhecidos como campeões do mundo — embora não tenha promovido uma unificação entre o antigo torneio intercontinental e o seu próprio mundial de clubes.
Em abril de 2019, o presidente da FIFA, Gianni Infantino, em entrevista à mídia brasileira, reiterou mais uma vez que, para a federação mundial, apenas os vencedores da Copa Intercontinental (1960-2004) e da Copa do Mundo de Clubes (2000, 2005-até a data) são oficialmente considerados campeões mundiais:
| “                                                                      | Já decidimos dar o título de campeão mundial a todos que venceram a Copa entre Europa e América do Sul desde 1960. 1951 está um pouco mais atrás. | ” |
| — Gianni Infantino, presidente da FIFA. Brasília, 09 de abril de 2019. | |   |

| “                                                                      | O título mundial do Palmeiras... Para milagres, você tem que perguntar a outro, não a mim... | ” |
| — Gianni Infantino, presidente da FIFA. Brasília, 09 de abril de 2019. |                                                                                              |   |

Em março de 2024, a polêmica voltou à tona quando o Palmeiras celebrou um "documento que oficializou o título mundial de 1951" no Palazzo Verde, uma casa de entretenimento com temática palmeirense situada em frente ao Allianz Parque, contando novamente com a presença de Aldo Rebelo. No entanto, esse documento é, na verdade, uma tradução juramentada da ata da reunião do Comitê Executivo ocorrida quase dez anos antes, na qual a Copa Rio foi descrita apenas como "primeiro torneio global". Embora a FIFA já tenha utilizado termos como global champion ou worldwide champion para se referir ao título do Palmeiras, em termos práticos, a entidade nunca tratou a Copa Rio de 1951 como um mundial de facto. Contudo, por conta do documento aparentemente nunca ter sido revogado, torcedores e jornalistas "interpretam" o tema à própria maneira.
Ainda em 2024, quando a FIFA anunciou a criação do Super Mundial quadrienal e de sua Copa Intercontinental, a entidade não mencionou o título do Palmeiras em sua página oficial na internet, reiterando que apenas os clubes campeões da antiga Copa Intercontinental (organizada pela UEFA e CONMEBOL) e da Copa do Mundo de Clubes são oficialmente declarados “campeões do mundo” pela federação. Em uma publicação na rede social X (antigo Twitter), a FIFA — por meio de um perfil oficial da Copa do Mundo de Clubes — mais uma vez não incluiu a Copa Rio em sua lista de campeões mundiais e intercontinentais, atualizada durante a divulgação da primeira edição da Copa Intercontinental da FIFA, em 2024, vencida pelo Real Madrid.
O assunto mais uma vez ganhou holofotes em 18 de junho de 2025, durante a primeira edição do novo Mundial de Clubes: a FIFA, em um documento sobre os clubes participantes daquele certame, incluiu a Copa Rio entre as "Copa Inter-Confederações", causando confusão na imprensa brasileira, já que a antiga Copa Intercontinental, o Campeonato Afro-Asiático e a Copa Suruga também entraram na relação. Apesar da polêmica, a FIFA seguiu mantendo a decisão de 2017, reconhecendo apenas a Copa Intercontinental como torneio mundial. Por conta do mal entendido, a entidade retirou do ar o material, poucas horas depois.